# Афанасьєвська (Озерецьке сільське поселення)
Афана́сьєвська (рос. Афанасьевская) — присілок у складі Тарногського району Вологодської області, Росія. Входить до складу Тарногського сільського поселення.

## Населення
Населення — 17 осіб (2010; 22 у 2002).
Національний склад (станом на 2002 рік):
- росіяни — 100 %